# 24 недели
24 недели (нем. 24 Wochen) — немецкий драматический фильм, снятый Анной Зорой Берашед. Мировая премьера ленты состоялась 16 февраля 2016 года на Берлинском международном кинофестивале.

## Сюжет
Астрид находится на шестом месяце беременности, но вдруг узнаёт, что её будущий ребёнок болен синдромом Дауна, и имеет серьёзный порок сердца. Вместе с семьёй Астрид должна принять решение: растить ребёнка-инвалида или прервать беременность уже на серьёзном сроке.